# Zygmunt Ratman
Zygmunt Ratman (ur. 19 września 1942 w Myszkowie) – polski polityk, działacz PZPR, samorządowiec, poseł na Sejm III i IV kadencji.

## Życiorys
W młodości występował na estradzie jako saksofonista. W 1972 ukończył studia na Wydziale Prawa Uniwersytetu Śląskiego. Był członkiem Polskiej Zjednoczonej Partii Robotniczej od 1965 aż do rozwiązania partii. Od 1965 do 1982 pracował w przedsiębiorstwie komunalnym i częstochowskim urzędzie wojewódzkim. W latach 80. pełnił funkcję naczelnika Myszkowa, a w latach 1994–1998 był burmistrzem tego miasta. Później do 2001 zasiadał w radzie powiatu myszkowskiego.
Sprawował mandat posła III kadencji i IV kadencji z okręgów częstochowskich: nr 9 oraz nr 28. Był wybierany z ramienia Sojuszu Lewicy Demokratycznej. W 2005 nie ubiegał się o reelekcję, rok później bezskutecznie kandydował w wyborach do rady powiatu myszkowskiego.